# Rachid Muratake
Rachid Muratake (japanisch 村竹ラシッド Muratake Rachid; * 6. Februar 2002 in Matsudo) ist ein japanischer Hürdenläufer, der sich auf die 110-Meter-Distanz spezialisiert hat. 2025 wurde er in Gumi Asienmeister über diese Distanz.

## Sportliche Laufbahn
Erste internationale Erfahrungen sammelte Shunsuke Rachid Muratake im Jahr 2021, als er in 13,35 s das Michitaka Kinami Memorial Athletics Meet für sich entschied. Im Jahr darauf siegte er in 13,55 s beim Mikio Oda Memorial Athletics Meet sowie in 13,34 s beim Seiko Golden Grand Prix, ehe er bei den Weltmeisterschaften in Eugene mit 13,73 s in der ersten Runde ausschied. 2023 siegte er in 13,25 s beim Sydney Track Classic und egalisierte im September mit 13,04 s den Landesrekord von Shunsuke Izumiya. Im Jahr darauf wurde er in 13,22 s beim Seiko Golden Grand Prix und anschließend nahm er an den Olympischen Sommerspielen in Paris teil und belegte dort in 13,21 s im Finale den fünften Platz. Anschließend siegte er in 13,14 s beim Hanžeković Memorial. 2025 wurde er bei den Diamond-League-Meetings in Xiamen und Shaoxing in 13,14 s und 13,10 s jeweils Zweiter, ehe er Ende Mai bei den Asienmeisterschaften in Gumi in 13,22 s die Goldmedaille gewann.
2024 wurde Muratake japanischer Meister im 110-Meter-Hürdenlauf.

## Persönliche Bestleistungen
- 110 m Hürden: 13,04 s (−0,9 m/s), 16. September 2023 in Kumagaya (japanischer Rekord)
  - 60 m Hürden (Halle): 7,60 s, 12. März 2022 in Osaka